# Гранд-В'ю-Естейтс (Колорадо)
Гранд-В'ю-Естейтс (англ. Grand View Estates) — переписна місцевість (CDP) в США, в окрузі Дуглас штату Колорадо. Населення — 689 осіб (2020).

## Географія
Гранд-В'ю-Естейтс розташований за координатами 39°32′38″ пн. ш. 104°49′8″ зх. д. / 39.54389° пн. ш. 104.81889° зх. д. (39.543940, -104.818885).  За даними Бюро перепису населення США в 2010 році переписна місцевість мала площу 2,19 км², уся площа — суходіл.

## Демографія
Згідно з переписом 2010 року, у переписній місцевості мешкало 528 осіб у 186 домогосподарствах у складі 151 родини. Густота населення становила 241 особа/км².  Було 194 помешкання (88/км²).
Расовий склад населення:
| - 89,4 % — білих - 3,8 % — азіатів - 0,9 % — чорних або афроамериканців - 0,4 % — вихідців з тихоокеанських островів - 2,7 % — осіб інших рас |

До двох чи більше рас належало 2,8 %. Частка іспаномовних становила 9,5 % від усіх жителів.
За віковим діапазоном населення розподілялося таким чином: 21,0 % — особи молодші 18 років, 66,9 % — особи у віці 18—64 років, 12,1 % — особи у віці 65 років та старші. Медіана віку мешканця становила 46,8 року. На 100 осіб жіночої статі у переписній місцевості припадало 102,3 чоловіків;  на 100 жінок у віці від 18 років та старших — 97,6 чоловіків також старших 18 років.
Середній дохід на одне домашнє господарство  становив 103 576 доларів США (медіана — 86 336), а середній дохід на одну сім'ю — 126 436 доларів (медіана — 88 672). За межею бідності перебувало 4,1 % осіб, у тому числі 0,0 % дітей у віці до 18 років та 27,3 % осіб у віці 65 років та старших.
Цивільне працевлаштоване населення становило 307 осіб. Основні галузі зайнятості: науковці, спеціалісти, менеджери — 36,2 %, освіта, охорона здоров'я та соціальна допомога — 23,5 %, виробництво — 17,3 %, роздрібна торгівля — 12,7 %.